# Yngve Westerberg
Yngve Westerberg, född Bror Yngve Alvar Westerberg) 10 oktober 1906 i Halmstad, död 12 oktober 1981 i Hägersten, var en svensk kompositör.  Han var stundtals verksam under pseudonymnamnet Yngve Alvar.

## Filmmusik
- 1945 - Idel ädel adel
- 1944 - ... och alla dessa kvinnor
- 1944 – Den heliga lögnen